# Limnephilus sublunatus
Limnephilus sublunatus är en nattsländeart som beskrevs av Léon Abel Provancher 1877. Limnephilus sublunatus ingår i släktet Limnephilus och familjen husmasknattsländor. Inga underarter finns listade i Catalogue of Life.